# Moliterno
Moliterno ist eine süditalienische Gemeinde (comune) mit 3526 Einwohnern (Stand 31. Dezember 2023) in der Provinz Potenza in der Basilikata. Die Gemeinde liegt etwa 44,5 Kilometer südsüdöstlich von Potenza. Moliterno ist Teil der Comunità Montana Alto Agri und grenzt unmittelbar an die Provinz Salerno (Kampanien).

## Geschichte
Nach der Zerstörung der Stadt Grumentum durch die Sarazenen wurde zwischen 872 und 975 der Ort Moliterno neu errichtet.